# Baron Arlington
Baronowie Arlington 1. kreacji (parostwo Anglii)
- 1664–1685: Henry Bennet, 1. hrabia Arlington
- 1685–1723: Isabella Bennet, 2. hrabina Arlington
- 1723–1757: Charles FitzRoy, 2. książę Grafton i 3. hrabia Arlington
- 1757–1811: Augustus Henry FitzRoy, 3. książę Grafton i 4. hrabia Arlington
- 1811–1844: George Henry FitzRoy, 4. książę Grafton i 5. hrabia Arlington
- 1844–1863: Henry FitzRoy, 5. książę Grafton i 6. hrabia Arlington
- 1863–1882: William Henry FitzRoy, 6. książę Grafton i 7. hrabia Arlington
- 1882–1918: Augustus Charles Lennox FitzRoy, 7. książę Grafton i 8. hrabia Arlington
- 1918–1930: Alfred William Maitland FitzRoy, 8. książę Grafton i 9. hrabia Arlington
- 1930–1936: John Charles William FitzRoy, 9. książę Grafton i 10. hrabia Arlington
- 1999: Jennifer Forwood, 11. baronowa Arlington

Następca 11. baronowej Arlignton: Patrick John Dudley Forwood